# 유승해
유승해(柳承海, 1861년 음력 9월 15일 ~ ?)는 대한제국과 일제강점기 초기의 관료이다.

## 생애
조선 중기의 무신으로 임진왜란 때 공을 세운 유응수의 12대 손이다. 함경남도 함흥부에서 유교 지식인으로 활동하였다. 《조선신사보감》에 따르면 박학하고 문장에 재주가 있는 인물로서 정치사업을 연구하기도 했다. 또한, 향리에 일이 있으면 불러주기를 기다리지 않고 먼저 나서서 솔선수범하였다.
1908년에 함흥군 주사로 근무하는 등 대한제국 말기에 지방 관리를 지냈다. 1910년에 한일 병합 조약이 체결되어 조선총독부 체제가 출범하면서 함경남도 단천군 군수로 임명되었고, 이어 홍원군 군수를 지냈다.
홍원군수를 마지막으로 1912년 7월에 퇴직하여 총독부 군수로는 약 2년 동안만 근무했다. 퇴관 당시 정8위에 서위되어 있었다.
민족문제연구소가 2008년에 공개한 민족문제연구소의 친일인명사전 수록예정자 명단 중 관료 부문에 포함되었다. 이 명단에는 조선총독부 중추원 참의를 지낸 동생 유승흠도 들어 있다.

## 같이 보기
- 유승흠

## 참고자료
- 유승해(柳承海) - 국사편찬위원회